# Powiat Nishishirakawa
Powiat Nishishirakawa (jap. 西白河郡 Nishishirakawa-gun) – powiat w Japonii, w prefekturze Fukushima. W 2024 roku liczył 48 743 mieszkańców.

## Miejscowości
- Yabuki
- Izumizaki
- Nakajima
- Nishigō